# Escut de Creixell

Escut oficial de Creixell

L'escut oficial de Creixell té el següent blasonament:
Escut caironat: de porpra, una creu de Borgonya de gules sobremuntada d'una corona reial d'or. Per timbre una corona mural de poble.

## Història
Va ser aprovat el 7 de juliol de 1987 i publicat en el DOGC el 24 de juliol del mateix any amb el número 868.
L'escut oficial aprovat pel Govern català presenta una creu de Borgonya i una corona reial; els antics segells municipals solien tenir dues fletxes creuades en comptes de la creu, però de tota manera la corona ja hi era. El castell de Creixell (segle xi) va pertànyer als bisbes de Barcelona, i més tard al monestir de Sant Pere de Casserres; el 1767 va passar a la Corona, que el va vendre a Salvador de Marc, senyor de Reus.